# 小笠原奈央
小笠原 奈央（おがさはら なお、1987年2月1日 - ）は、日本プロ麻雀連盟に所属する女流プロ雀士。
千葉県出身。同団体内での段位は四段。読みは「おがさわら」ではなく、「おがさはら」である。

## 人物
- 恋愛バラエティー番組「あいのり」に出演。鼻がニンニクみたいだった為、あだ名はガーリックという名前で参加した。
- 麻雀を始めたきっかけは同じくあいのりに出演していた和泉由希子に会えたこと。
- 夫は同じく日本プロ麻雀連盟所属の三田晋也。

## 出演

### テレビ
- 女流雀士 プロアマNo.1決定戦 てんパイクイーン（2016年 - 、テレ朝チャンネル2）シーズン2、3、4、5に出場

## 作品

### 一般DVD
- 麻雀女子会 Vol.1 箱根温泉編 和泉由希子・宮内こずえ・高宮まり・小笠原奈央（2015年4月1日、日本コロムビア）
- 八局麻雀 前半戦（2016年9月2日、AMGエンタテイメント）
- 八局麻雀 後半戦（2016年10月5日、AMGエンタテイメント）

## 書籍

### 写真集
- 日本プロ麻雀連盟 女流プロ写真集 国士無双 和泉由希子・高宮まり・東城りお・宮内こずえ ほか 全13名（2013年12月26日、竹書房）ISBN 978-4812497746